# 聖克里斯多福及尼維斯駐華大使館
聖克里斯多福及尼維斯駐華大使館是聖克里斯多福及尼維斯設置在中華民國臺北市的大使館，位於士林區天母西路62巷9-1號5樓，2008年設置。